# Автомагістраль A1 (Португалія)
Автомагістраль А1 — Autoestrada do Norte — найбільше та найважливіше шосе в Португалії. Воно з’єднує два найбільші міста Португалії, Лісабон і Порту, а також проходить повз деякі районні центри та промислові зони. Будучи найважливішим сполученням між двома великими містами, воно було розроблене, щоб бути паралельним іншим дорогам, таким як EN1.
Простягається на довжину 303 км, шосе починається в Лісабоні, на розв'язці між CRIL і мостом Васко да Гама. Далі дорога йде вздовж деяких міст поблизу Лісабона, головним чином Алверка-ду-Рібатежу та Аленкер. Поруч з Торрес-Новасом воно з’єднується з A23, дорогою, яка з’єднує A1 з Каштелу-Бранку та Вілар-Формозу через A25 біля кордону з Іспанією. Ця розв’язка позначає кінець профілю 3x3, який розпочався в Лісабоні, і переходить профіль із 2 смуг.
Магістраль належить Брісі. Поїздка між Лісабоном і Порту на A1 коштує 22,20 євро.